# Literatura neerlandesa

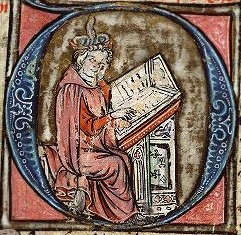
Retrato del autor medieval holandés Jacob van Maerlant.

La literatura en idioma neerlandés comprende todos los escritos de mérito literario escritos a través de los siglos en el Idioma neerlandés, un idioma que a principios del siglo XXI cuenta con alrededor de 23 millones de hablantes nativos. 
La literatura en idioma neerlandés es el producto de los Países Bajos, norte de Bélgica, Surinam, las Antillas Neerlandesas y de las regiones que antes eran de habla neerlandesa, como la Flandes francesa, Sudáfrica e Indonesia. Las Indias Orientales Neerlandesas, como se llamó a Indonesia bajo la colonización neerlandesa, generaron una subsección separada en la literatura en lengua neerlandesa. A la inversa, la literatura en idioma neerlandés a veces fue y es producida por personas originarias del extranjero que vinieron a vivir a regiones de habla neerlandesa, como Anna Frank y Kader Abdolah.

## Historia

### Edad Media
Hacia el año 600 d. C. apareció una lengua neerlandesa que se distinguía entre los dialectos del bajo alemán para convertirse en el llamado neerlandés antiguo. No se conservan de esta época sino palabras sueltas o formulismos como un fragmento de la ley sálica utilizado cuando un siervo se convertía en hombre libre, que se cree es la más antigua frase conservada en neerlandés antiguo o fráncico bajo antiguo: « Maltho thi afrio lito » (literalmente: "Te llamo siervo: te doy tu libertad"). De entre los años 776-800, se conserva igualmente la fórmula del bautismo utilizada por la Iglesia de Utrecht que empezaba con las palabras «Gelobistu in got alamehtigan fadaer?» (literalmente: "¿Crees en Dios Padre todopoderoso?").
Sin embargo, es todavía difícil distinguir entre dialectos bajo alemanes y neerlandés antiguo, de manera que algunos textos, como los llamados Wachtendonkse Psalmen / Salmos de Wachtendonck, traducciones de algunos Salmos de la Biblia, pueden ser reivindicados a la vez por las literaturas alemana y neerlandesa. Es, por ejemplo, el caso de las obras de Hendrik van Veldeke, primer autor de nombre conocido (1150-d. de 1184), en el Limburgo; es autor de una Vida de San Gervasio en cuatro cantos y de una traducción del Roman d'Eneas, entre otras obras. Los más antiguos versos considerados como pertenecientes a la literatura neerlandesa fueron de hecho compuestos en Rochester (Inglaterra) por un monje flamenco hacia el año 1100: «Hebban olla vogala nestas bagunnan hinase hic enda thu wat unbidan we nu» (literalmente: "Todos los pájaros han comenzado a hacer su nido, salvo tú y yo. ¿A qué esperamos pues?").

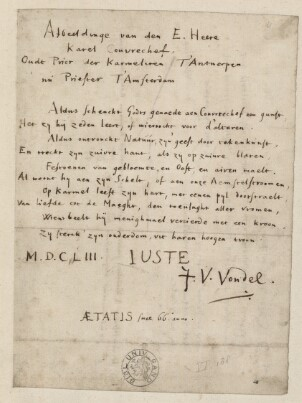
Poema escrito por Joost van den Vondel, siglo XVII.

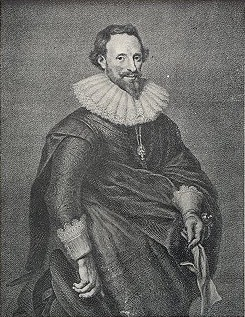
P.C. Hooft

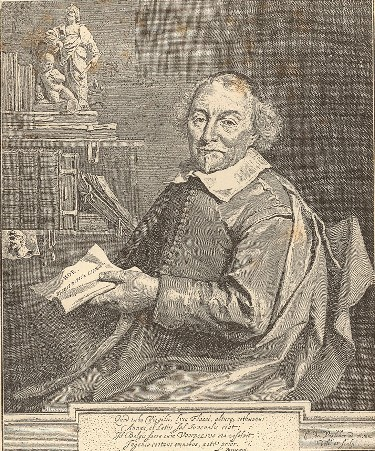
Joost van den Vondel

En sus primeras etapas, la literatura en lengua neerlandesa se define como aquellas piezas de mérito literario escritas en uno de los dialectos neerlandeses de los Países Bajos. Antes del siglo XVII, no existía un lenguaje estándar unificado; los dialectos que se consideran neerlandeses evolucionaron del franconio antiguo. Una literatura en afrikáans comenzó a surgir en Sudáfrica durante el siglo XIX, y comparte las mismas raíces literarias que el neerlandés contemporáneo, a medida que los afrikáneres evolucionaron desde los neerlandeses del siglo XVII. El término literatura neerlandesa puede indicar, en sentido estricto, la literatura de los Países Bajos o, alternativamente, literatura en lengua neerlandesa (como se entiende en este artículo).
Hasta finales del siglo XI, la literatura neerlandesa, al igual que la literatura en otras partes de Europa, era casi enteramente oral y en forma de poesía. En los siglos XII y XIII, los escritores comenzaron a escribir narraciones caballerescas y hagiografías para los nobles. La obra más importante es Karel ende Elegast / Carlomagno y Elegast, un libro de caballerías / epopeya neerlandesa en la que Elegast aparece como un caballero vasallo de Carlomagno que ha sido desterrado por el emperador y monta un caballo negro dentro del bosque en el que se oculta. Su nombre sugiere que es un elfo y posee el poder mágico de adormecer a la gente, abrir cualquier cerradura y, por medio de una hierba en la boca, poder hablar con los animales. Además roba a los ricos y socorre a los pobres. Como no hay alusión alguna al amor cortés no se puede considerar un roman courtois al uso. Hay consenso en creer que Karel ende Elegast fue escrito en Flandes en el siglo XII, sin embargo, el texto refleja una larga tradición oral ya presente en otras culturas, en especial en Egipto, Francia y Rusia. Destaca también una versión de la leyenda de Floris ende Blancefloer / Flores y Blancaflor y la epopeya animal Van den Vos Reynaerde; en el campo moral, Elckerlyk. A partir del siglo XIII, la literatura se volvió más didáctica y desarrolló un carácter protonacional, cada vez más atento a la naciente burguesía; pero aún muchos escritos pertenecían al ámbito religioso y místico (monjes Hadewijch, Thomas Kempis). En el siglo XIII el poeta místico Jacob van Maerlant dio un gran impulso a su lengua, aunque tuvo que responder ante el mismo Papa en persona por una versión de la Biblia en verso. Sus discípulos Boendale y Weert escribieron poemas didácticos y obras satírico-morales respectivamente.
Pero a finales del siglo XIII la literatura neerlandesa experimentó un cambio cuando las ciudades flamencas y neerlandesas comenzaron a prosperar y comenzó una nueva expresión literaria. Alrededor de 1440, surgieron gremios literarios llamados rederijkerskamers ("Cámaras de la retórica") que usualmente tenían un tono de clase media. De estas cámaras, las primeras se dedicaron casi por completo a preparar misterios piadosos y  milagros para el pueblo.

### sigloXVIyXVII. El Siglo de Oro neerlandés
En el siglo XVI se desarrolla notablemente el humanismo. Pero sus grandes representantes neerlandeses, como Erasmo de Róterdam, escriben en latín. Sin embargo pertenecen a esta escuela Dirck Volckertszoon Coornhert (1522-1590), primer autor humanista de los Países Bajos. Su obra principal es un tratado filosófico titulado Zedekunst (literalmente, El Arte de la Ética) que intenta fundir en un sistema único la Biblia, Plutarco y Marco Aurelio, y fue publicado en 1586.
Pero más trascendencia tendrá en el plano literario la revuelta de los Países Bajos contra la corona española; esta revuelta perseguía dos fines: la libertad de culto y la independencia política. Así pues, la Reforma protestante marcó profundamente a la literatura neerlandesa. Tras haber publicado sus tesis sobre las indulgencias en 1517, Lutero encontró rápidamente seguidores en los Países Bajos, y luego también Juan Calvino. En el lado católico, Anna Bijns (hacia 1494-1575), defendió en Amberes la fe católica en un estilo que señala ya el fin de la Edad Media y el comienzo de una nueva era. También en Amberes se publicó en 1540 una colección de Salmos por Willem van Zuylen van Nijevelt en versos métricos bajo el título de Souter-Liedekens (literalmente: Psalterio) cuyas melodías son tomadas de las canciones populares en los Países Bajos. Por el lado protestante, Jan Utenhove publicó en 1566 otra colección de Salmos seguida de un primer intento de traducción del Nuevo Testamento.
Muchos protestantes fueron ejecutados por sus creencias y se compusieron « chansons de gueux » para rendirles homenaje. En principio publicadas en hojas volantes, se fueron reuniendo progresivamente en una compilación, la Nieu Geusen Lieden Boecxken (literalmente: Nuevo libro de chansons de Gueux) datable entre 1576 y 1577. Siguió luego el Nederlandtsche Gedeck-clanck, una obra en prosa entreverada de canciones patrióticas que ofrecen una perspectiva de la Guerra de los ochenta años hasta 1625.
Philips van Marnix, señor de Santa-Aldegunda, (1538-1598) fue uno de los líderes de la guerra de independencia junto con Guillermo de Orange. Se le debe el texto del himno nacional neerlandés en honor de Guillermo de Nassau (Wilhelmus) y probablemente una apología del príncipe compuesta hacia 1568. Su obra principal, Biëncorf der Heilige Roomsche Kercke (literalmente, La caída de la santa Iglesia romana) publicada al año siguiente, constituye una sátira de la Iglesia católica. 
Anna Bijns (c. 1494-1575) es una figura importante que escribió en neerlandés moderno. La Reforma protestante apareció en la literatura neerlandesa en una colección de traducciones de los Salmos en 1540 y en una traducción del Nuevo Testamento en 1566 en neerlandés, y marcó profundamente todo lo producido en el siglo XVI. En el siglo siguiente tuvo lugar entonces el llamado Siglo de Oro neerlandés; a lo largo del mismo se llegaron a contar solo en la ciudad de Ámsterdam 250 impresores distintos. El más conocido de todos los escritores neerlandeses fue el dramaturgo y poeta católico Joost van den Vondel (1587-1679), junto a los protestantes Pieter Corneliszoon Hooft, Jacob Cats y el dramaturgo Gerbrand Bredero.

### SiglosXVIIIyXIX. Ilustración, Romanticismo, Realismo, Postromanticismo
En el siglo XVIII, a medida la literatura neerlandesa experimenta el influjo de la literatura neoclásica francesa la inspiración literaria autóctona entra en crisis. En 1669 se crea la asociación literaria Nil Volentibus Arduum (literalmente, "Con voluntad, nada es imposible") que marca el comienzo del influjo del clasicismo francés, cuyo formalismo no favorece la originalidad. Autores dramáticos como Andries Pels (1631-1681) se inspiraron entre otros en Pierre Corneille y los grandes clásicos griegos; a partir de este momento se asiste al declinar de la literatura en holandés.
Los comienzos del XVIII suponen una cierta familiarización con la literatura inglesa: Alexander Pope, Daniel Defoe, Joseph Addison y John Steele son el modelo. Uno de sus admiradores, Justus van Effen introdujo en los Países Bajos un género periodístico particular, caracterizado por una visión lúcida de la sociedad, la moral y la religión. Su Hollandische spectator (1731l-1735) será imitado por otros como De algemeene spectator (1742-1746), De Philantrope (1756-1762) y De Grijsaard (1767-1769). Estos «spectators» tienen en común ser hebdomadarios dirigidos a la clase media burguesa y que publican novelitas de carácter moralizante.
Representativo es el poema épico culto Gevallen van Friso (literalmente: La caída de Friso) de Willem van Harens en 1741. En esta epopeya el primer rey de los Frisios, Friso, se convierte en modelo del rey moderno del Siglo de las luces.
A finales del siglo XVIII y principios del XIX, los Países Bajos habían pasado por una gran agitación política. Dos damas que vivían juntas, la viuda calvinista Betje Wolff y Aagjie Deken, escribieron una buena novela epistolar, De Historie van mejuffrouw Sara Burgerhart / La historia de la señorita Sara Burgerhart (1782), entre otras obras. Los escritores más destacados fueron Willem Bilderdijk (1756–1831), Hiëronymus van Alphen (1746–1803) y Rhijnvis Feith (1753–1824). 
El realismo se desarrolla en los Países Bajos entre 1840 y 1880. Eduard Douwes Dekker (1820-1887), en Max Havelaar (1860) denuncia la administración colonial y el trato y explotación de los indígenas de las Indias orientales. Es el primer representante del género de la «novela de las Indias orientales», subgénero específico de la literatura neerlandesa. A la misma escuela pertenece Jacob Jan Cremer, quien, en su Fabriekskinderen, een bede doch niet om geld / Los niños de las fábricas, un beneficio, pero no para el dinero (1863) denuncia el trabajo de los niños en las fábricas de la época. Esta fue también la época en que se atacan diversos tabús: Jacob van Lennep el de los burdeles, y Conrad Busken Huet el del divorcio.
Piet Paaltjens (pseudónimo de François Haverschmidt, 1835–1894) es uno de los pocos poetas legibles del siglo XIX, que representa en neerlandés la vena romántica ejemplificada por Heinrich Heine. Jacques Perk (1860-1881) rechazó los ritmos convencionales en su poesía. Su muerte fue una oportunidad para que un grupo de escritores jóvenes liderados por Willem Kloos (1857-1938) se unieran para rechazar cualquier forma de autoridad estética o simbólica. El "arte por arte" y la originalidad de cada artista se convirtieron en su principal preocupación. La publicación De Nieuwe Gids / La Nueva Guía, fundada por Kloos, se convirtió en su manifiesto y tomaron el nombre de Tachtigers u Ochenteros, en referencia a la década en que surgieron. Para ellos, el estilo tenía que reflejar el contenido y expresar las emociones viscerales e íntimas del escritor. Los principales representantes del movimiento fueron, además de Kloos, Albert Verwey, Frederik van Eeden, Marcellus Emants, Louis Deyssel y Herman Gorter. 
Louis Couperus (1863-1923) ocupa entre ellos un lugar aparte. Creció en Java, lugar que sirve de fondo a algunas de sus novelas como De Stille Kracht / La fuerza tranquila. Aunque pertenecen al movimiento, es conocido más bien como novelista que como poeta. Su primera novela, Eline Vere, lleva la marca del naturalismo de escritores franceses como Zola y Flaubert; su novela Noodlot / El destino le valió la admiración de Oscar Wilde.

### SiglosXXyXXI
Uno de los escritores más importantes del siglo XX fue Johan Huizinga, conocido en el extranjero, traducido a diferentes idiomas e incluido en varias listas de grandes libros. Durante la década de 1920, surgió un nuevo grupo de escritores que se distanciaron del estilo ornamentado del Movimiento de 1880, dirigido por el novelista "Nescio" (pseudónimo de Jan Hendrik Frederik Grönloh, 1882–1961). Durante la Segunda Guerra Mundial, la obra que más se destacó fue el Diario de Anna Frank, impreso póstumo por su padre tras morir su hija en un campo de concentración alemán, al igual que la escritora, periodista y poeta Jan Campert o la enfermera Etty Hillesum. Los escritores que habían vivido las atrocidades de la Segunda Guerra Mundial reflejaban en sus trabajos la percepción cambiada de la realidad. Obviamente, muchos recordaron sus experiencias de la misma manera que Ana Frank había hecho en su Diario, como Het bittere kruid (La hierba amarga) de Marga Minco y Kinderjaren (Infancia) de Jona Oberski.
La renovación, que en la historia literaria se describiría como "ontluisterend realisme" (realismo impactante), se asocia principalmente con tres autores: Gerard Reve, W. F. Hermans y Anna Blaman. Reve y Hermans se citan a menudo junto con Harry Mulisch (1927-2010) como los "Tres Grandes" de la literatura holandesa de posguerra. Entre los modernos destaca en especial Cees Nooteboom, con frecuencia nominado para el premio Nobel. Otros autores importantes son Hannes Meinkema (1943-), Anja Meulenbelt (1945-), Andreas Burnier (1931-2002), Hermine De Graaf (1951), Tessa de Loo (1946-), Willem Brakman (1922-2008) K. Louis Ferron (1942-2005), Johan Daisne (1912-1978), Tommy Wieringa (1967-), Gerrit Krol, R. A. Basart, Menno van Beekum, Huub Beurskens, Hafid Bouazza, Willem Brakman, Désanne van Brederode, M. Februari, Kees 't Hart, Stefan Hertmans, Pol Hoste, Gijs IJlander, Atte Jongstra, Geerten Meijsing, Charlotte Mutsaers, Jeroen Olyslaegers, Koen Peeters, P.F. Thomése, Paul Verhaeghen, Peter Verhelst, Dirk van Weelden, Leon de Winter...
Entre los escritores en neerlandés de nacionalidad belga,  se puede nombrar a: Hendrik Conscience (1812-1883), Guido Gezelle (1830-1899), Cyriel Buysse (1859-1932),  Hugo Claus (autor de La pena de Bélgica, Het verdriet van België), Louis Paul Boon, Kristien Hemmerechts, Jef Geeraerts, Dimitri Verhulst, Anne Provoost y Geert van Istendael.